# Socket (processeur)
Pour les articles homonymes, voir Socket.
Un socket (de l'anglais ; en français on trouve également les appellations support du processeur ou réceptacle de processeur) est un connecteur utilisé pour interfacer un processeur avec une carte mère.
La plupart des sockets et des processeurs actuels sont construits autour de l’architecture Pin Grid Array (PGA), dans laquelle les broches en dessous du processeur sont insérées dans le socket, d’habitude avec la Zero Insertion Force (ZIF) pour faciliter l’installation. Les processeurs basés sur un slot ont la forme d’une carte et sont fixés dans un slot qui semble similaire aux slots d’extension.
Deux autres architectures sont présentes : la Land Grid Array (LGA) et la Ball Grid Array (BGA) qui est destinée à être soudée à la carte mère.

## Liste des sockets etslots
Les sockets et slots sont présentés selon leur date de commercialisation.
| Référence                | Commercialisation | Commercialisation | Famille de processeurs | Famille de processeurs                                                                                             | Package | Package            | Package          | Bus                | Bus               | Remarques |
| Référence                | Début             | Fin de vie        | Domaine                | Modèles | Type    | Nombre de contacts | Dimensions       | Type               | Fréquence         | Remarques |
| ------------------------ | ----------------- | ----------------- | ---------------------- | --- | ------- | ------------------ | ---------------- | ------------------ | ----------------- | --- |
| Sockets AMD              |                   |                   |                        | |         |                    |                  |                    |                   | |
| AM2                      | 2006              |                   | PC Bureau              | Opteron 2de génération, Athlon X2, Athlon 64 X2, Sempron                                                           | PGA     | 940                | 38 × 45 mm       | HyperTransport     |                   | Socket compatible avec les processeurs AM2+                                                                    |
| S1                       | 2006              |                   | Portable               | Turion 64 X2, Turion 64, Sempron mobile                                                                            | PGA     | 638                | 50 × 56 mm       | HyperTransport     | 800 MHz           | |
| F                        | 2006              |                   | Serveur                | Opteron 2de génération                                                                                             | LGA     | 1207               |                  | HyperTransport 2.0 |                   | |
| AM2+                     | 2007              |                   | PC Bureau              | Phenom II, Phenom, Athlon II, Athlon 64 X2, Athlon 64, Sempron                                                     | PGA     | 940                | 50 × 56 mm       | HyperTransport 3.0 |                   | Socket compatible avec les processeurs AM2+ et AM3                                                             |
| F+                       | 2007              |                   | Serveur                | Opteron 3e génération                                                                                              | LGA     | 1207               |                  | HyperTransport 3.0 |                   | Socket compatible avec les processeurs F                                                                       |
| AM3                      | 2008              |                   | PC Bureau              | Phenom II, Athlon II, Sempron                                                                                      | PGA     | 938                | 50 × 56 mm       | HyperTransport 3.0 | 1 800 - 2 000 MHz | Les Phenom II X4 920 et 940 BE ne sont pas conçus pour le socket AM3 car dépourvus de contrôleur mémoire DDR3. |
| ASB1                     | 2009              |                   | Portable               | Athlon Neo, Turion Neo, Sempron Mobile                                                                             | BGA     | 812                | 27 × 27 mm       | HyperTransport 1.0 | 800 MHz           | |
| G34                      | 2010              |                   | Serveur                | Opteron 3e génération                                                                                              | LGA     | 1974               |                  | HyperTransport 3.0 |                   | |
| AM4 (Ryzen)              | 2017              |                   | PC Bureau              | Ryzen | PGA     | 1331               | 40 x 40 mm       |                    |                   | Dédié aux processeurs Ryzen de chez AMD                                                                        |
| TR4 (Threadripper)       | 2017              |                   | PC Bureau / Serveur    | Threadripper | PGA     | 4094               | 58.50 x 75.40 mm |                    |                   | Dédié aux processeurs Threadripper de chez AMD                                                                 |
| AM5                      | 2022              |                   | PC Bureau              | Ryzen | LGA     | 1718               | 40 x 40 mm       |                    |                   | |
| Sockets Intel            |                   |                   |                        | |         |                    |                  |                    |                   | |
| LGA 775 Socket T         | 2004              |                   | PC Bureau              | Core 2 Extreme, Core 2 Quad, Duo & Solo, Pentium Dual-Core, Pentium Extreme Edition, Pentium D, Pentium 4, Celeron | LGA     | 775                |                  | FSB                | 800 - 1 333 MHz   | |
| P                        | 2007              |                   | Portable               | Core 2 | PGA     | 478                | 3,5 × 3,5 cm     | FSB                | 667 - 1 066 MHz   | |
| LGA 771                  | 2008              |                   | Serveur                | Xeon, Intel Core 2 Extreme                                                                                         | LGA     | 771                |                  | FSB                | 1 600 MHz         | Seul le QX9755 est concerné dans la gamme Core 2 Extreme.                                                      |
| BGA441 441-ball µFCBGA8  | 2008              |                   | MID                    | Atom | BGA     | 441                | 1,4 × 1,3 cm     | FSB                | 400 - 533 MHz     | Compatible uniquement avec les processeurs de la famille Silverthorne.                                         |
| ?                        | 2008              |                   | Portable               | Core 2 | BGA     | 479                | 3,5 × 3,5 cm     | FSB                | 1 066 MHz         | |
| ?                        | 2008              |                   | Portable               | Core 2 | BGA     | 956                | 2,2 × 2,2 cm     | FSB                | 800 - 1 066 MHz   | |
| BGA437 437-ball µFCBGA8  | 2008              |                   | MID Netbook et Nettop  | Atom | BGA     | 437                | 2,2 × 2,2 cm     | FSB                | 533 - 667 MHz     | Compatible uniquement avec les processeurs des familles Silverthorne et Diamondville.                          |
| LGA 1366                 | 2009              |                   | PC Bureau              | Core i7 Xeon pour certaines cartes mères                                                                           | LGA     | 1366               |                  | QPI                |                   | |
| LGA 1156                 | 2009              |                   | PC Bureau              | Core i7, Core i5                                                                                                   | LGA     | 1156               |                  | DMI                |                   | |
| FCPGA988                 | 2009              |                   | Portable               | Core i7 mobile | PGA     | 989                |                  | QPI                |                   | |
| BGA 559 559-ball µFCBGA8 | 2010              |                   | MID Netbook et Nettop  | Atom | BGA     | 559                | 2,2 × 2,2 cm     | DMI                |                   | Compatible uniquement avec les processeurs de la famille Pineview.                                             |
| LGA 1155                 | 2011              |                   | PC Bureau              | Pentium, Celeron, i3, i5, i7                                                                                       | LGA     | 1155               |                  | QPI                |                   | Compatible avec les processeurs des familles Sandy Bridge et Ivy Bridge                                        |
| LGA 2011                 | 2011              |                   | PC Bureau/serveur      | Xeon, i7 extreme                                                                                                   | LGA     | 2011               |                  | QPI                |                   | |
| LGA 1150                 | 2013              |                   | PC Bureau              | Pentium, Celeron, i3, i5, i7                                                                                       | LGA     | 1150               |                  | QPI                |                   | Compatible avec les processeurs des familles Haswell et Broadwell.                                             |
| LGA 1151                 | 2015              |                   | PC Bureau              | Pentium, Celeron, i3 , i5, i7                                                                                      | LGA     | 1151               |                  | QPI                |                   | Compatible avec les processeurs des familles Skylake, Kaby Lake et Coffee Lake.                                |
| LGA 2066                 | 2017              |                   | PC Bureau              | i5, i7, i9 | LGA     | 2066               |                  |                    |                   | Compatible avec les processeurs des familles Skylake-X et Kaby Lake-X                                          |
| LGA 1200                 | 2020              |                   | PC bureau              | Celeron, i3, i5, i7, i9                                                                                            | LGA     | 1200               |                  |                    |                   | Compatible avec les processeurs de la famille Comet Lake                                                       |
| LGA 1700                 | 2021              |                   | PC Bureau              | i3, i5, i7, i9 | LGA     | 1700               |                  |                    |                   | Compatible avec les processeurs Alder Lake et Raptor Lake                                                      |
| LGA 4677                 | 2023              |                   | Serveur                | Xeon 4e et 5e génération                                                                                           | LGA     | 4677               | 77,5 x 56,5 mm   |                    |                   | |
| LGA 1851                 | 2024 ?            |                   | PC Bureau              | i3, i5, i7, i9 | LGA     | 1851               |                  |                    |                   | Compatible avec les processeurs Meteor Lake (mobile), Arrow Lake et Lunar Lake                                 |

### Sockets AMD
- - AMD K6
- Super Socket 7 - Faster Bus Speed - AMD K6-2, K6-III, Rise mP6
- Socket 462 (aussi connu sous Socket A) - Derniers Athlon, Duron et Athlon XP, Sempron et Athlon mobiles
- Socket 563 - Athlon XP mobile
- Socket S1 - Sempron Mobile, Turion 64 X2, Athlon 64 x2 mobiles et Phenom mobile (première version)
- Socket 754 - AMD Athlon 64, Turion 64 et Sempron (Paris, Palermo)
- Socket 939 - AMD Athlon 64, Athlon 64 X2 (dual core)
- Socket 940 - AMD Athlon 64, Opteron
- Socket AM2 - AMD Athlon 64 (3000+ - 4000+), Athlon 64 FX, Athlon 64 X2 (3200+ - 5000+), Opteron (modèles 144 à 185), Athlon 64, Athlon 64 X2, Sempron (2800+ - 3600+)
- Socket AM3 - AMD Phenom II, Opteron
- Socket AM3+ - AMD FX
- Socket AM4 - AMD Ryzen (Zen, Zen+, Zen 2, Zen 3)
- Socket TR4 - AMD Threadripper
- Socket AM5 - AMD Ryzen (à partir de Zen 4)

### Sockets Intel
- Socket 1 - 486
- Socket 2 - 486
- Socket 3 - 486
- Socket 486 - 486
- Socket 4 - Premiers Pentium (60-66 MHz)
- Socket 5 - Pentium, IDT Winchip C6, Winchip 2
- Socket 463 - (aussi connu sous Socket NexGen) - NexGen Nx586
- Socket 6 - Intel 80486
- Socket 7 - Pentium
- Socket 8 - Pentium Pro
- Socket 370 - Celeron, Pentium III, Cyrix III
- Socket 423 - Pentium 4
- Socket 478 - Intel Celeron, Pentium 4
- Socket 479 - Mobile Pentium
- Socket 479m - (aussi connu sous Socket M) - Intel Core 2 Duo Merom (plate-forme Napa Refresh), Intel Xeon Sossaman, Intel Core Duo (Yonah), Mobile Pentium Dual-core Yonah, Intel Core Solo (Yonah)
- Socket P - Core 2 Quad Penryn, Core 2 Extreme Penryn, Core 2 Extreme Merom, Core 2 Duo Penryn, Core 2 Duo Merom (plate-forme Santa Rosa), Core 2 Solo, Mobile Pentium Dual-core Merom, Mobile Celeron Core Penryn (T1700, T1600)
- Socket 603 - Xeon
- Socket 604 - Xeon
- Socket 771 - Xeon
- Socket LGA 775 - Utilisé notamment par les Core 2 Duo, Core 2 Quad et Pentium 4.
- Socket LGA 1156 - Utilisé notamment par les Celeron, Core i3, Core i5, Core i7, Pentium et Xeon.
- Socket LGA 1366 - Utilisé notamment par les Core i7 (series 9xx), Xeon (series 35xx, 36xx, 55xx, 56xx) et Celeron P105.
- Socket LGA 1155 - Utilisé notamment par les Core i3, i5 et i7 (Sandy Bridge) (séries 2xxx) et (Ivy Bridge) (séries 3xxx)
- Socket LGA 2011 - Utilisé notamment par les Core i7 Sandy Bridge série 38xx-39xx.
- Socket LGA 1150 - Utilisé notamment par les Core i5 et i7 (Haswell) (séries 4xxx)
- Socket LGA2011-v3 - Utilisé notamment par les Core i7 (série 5xxx) (Broadwell)
- Socket LGA 1151 - Utilisé notamment par les Core i5 et i7 (Skylake) (séries 6xxx) et (Kaby Lake) (series 7xxx)
- Socket LGA 2066 - Utilisé par les Core i5, i7 et i9 (Skylake-X et Kaby Lake-X)
- Socket LGA 1200 - Utilisé par les processeurs de la famille Comet Lake (Celeron, i3-10XXX, i5-10XXX, i7-10XXX, i9-10XXX) et Rocket Lake
- socket LGA 1700 - Utilisé par les processeurs des familles Alder Lake (Intel 12e génération) et Raptor Lake (Intel 13e génération)
- socket LGA 1851 - Utilisé par les processeurs des familles Meteor Lake (mobile), Arrow Lake et Lunar Lake

#### PAC
- PAC418 - Itanium
- PAC611 - Itanium 2

### Slots
- Slot 1 : Celeron, Pentium II, Pentium III
- Slot 2 : Pentium II Xeon, Pentium III Xeon
- Slot A : l’Athlon de première génération
- Slot B : DEC Alpha[réf. nécessaire]